# Dalianraptor
Dalianraptor là một chi khủng long, được Gao C. & Liu J. Y. mô tả khoa học năm 2005.